# Lança

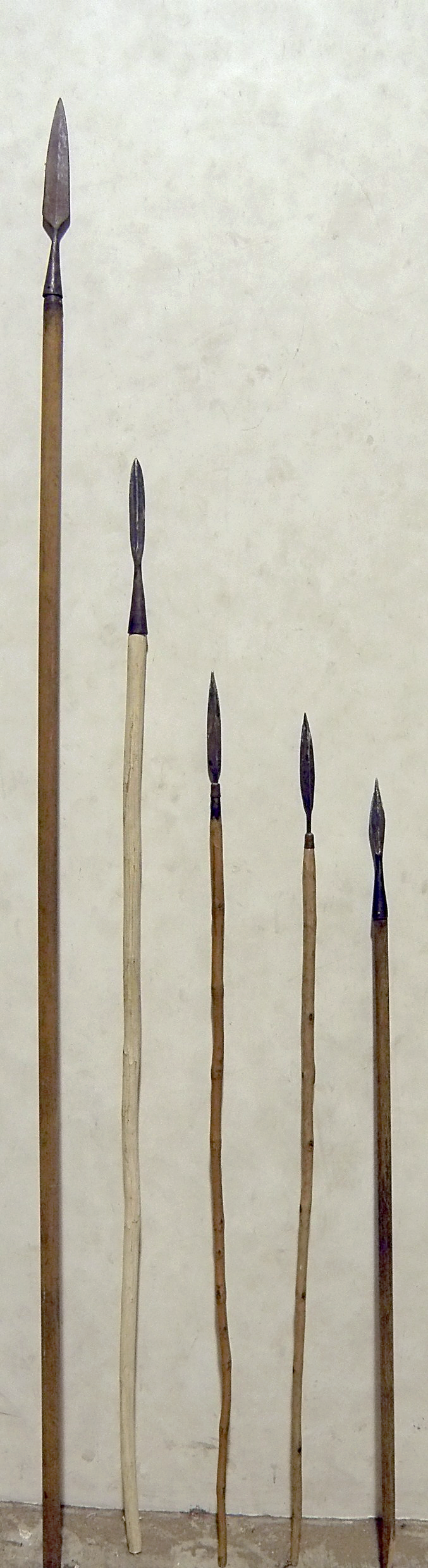
Diferentes tipos de lanças.

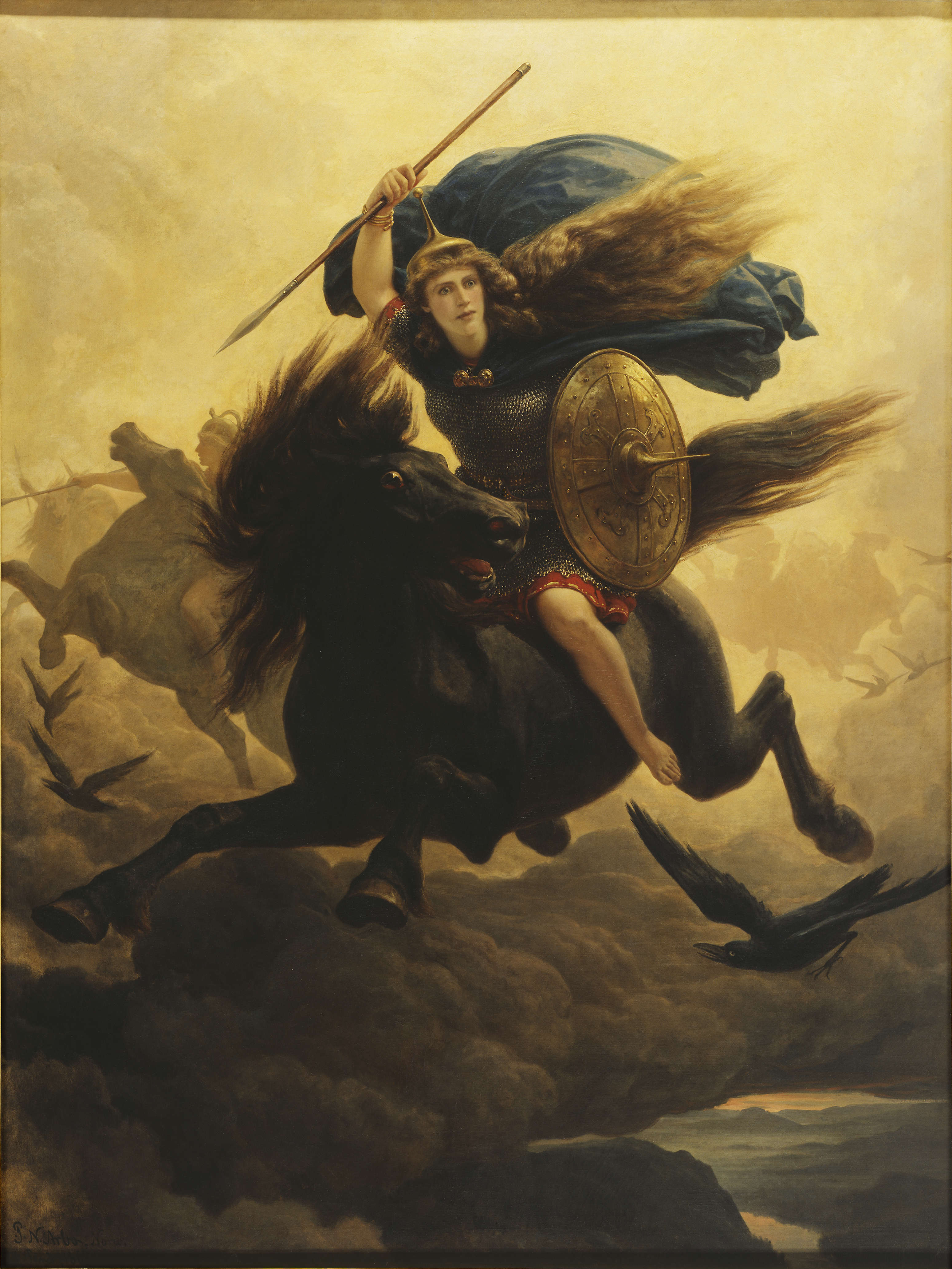
Valquíria empunhando lança. Obra de Peter Nicolai Arbo (1832-1891)

Lança (do celtibérico lancea) é uma arma branca, constituída por uma haste (longa vara) de madeira com uma ponta afiada de madeira, osso, pedra ou metal (bronze, ferro e aço). A lança pode ser manejada com uma ou duas mãos para cortar e estocar ou atirada em direção ao oponente a partir de uma distância segura. Junto ao porrete, é a arma mais antiga da humanidade, datando de períodos pré-históricos.
Mesmo depois da descoberta dos metais, a lança não deixou de ser usada. Com a popularização das armas de fogo, ela desapareceu aos poucos, a partir do século XVII, mas mesmo no início da II Guerra Mundial o exército polaco ainda dispunha de unidades de lanceiros (Ulanos). Contudo, a baioneta pode ser vista como uma continuidade sua. Historicamente, seria a arma mais usada pela humanidade.
Normalmente as lanças se dividiam em três tipos: a lança curta, o pique (lança longa) e a alabarda (a lança provida com machado perto da ponta).

## Lança curta
A lança curta é uma arma de arremesso de no máximo 50 cm de comprimento e que pode ser confundida com uma flecha.
Ela pode ser feita com madeira de diversos tipos. Primitivamente, a ponta era feita com ossos de animais de pequeno porte como capivaras, aves de rapina, veado, tatu entre outros. Embora as lanças sejam geralmente usadas como armas de haste ou de arremesso, algumas lanças curtas foram concebidas para serem usadas em combate corpo-a-corpo, como uma adaga ou uma espada curta.